# Кара-Жыгач (Ошская область)
Кара-Жыгач (кирг. Кара-Жыгач) — село в Алайском районе Ошской области Кыргызстана. Входит в состав Кабылан-Колского айылного аймака.

## География
Село расположено в южной части области, на расстоянии приблизительно 12 километров (по прямой) к северо-западу от села Гульча, административного центра района.

## Население
Согласно оценочным данным Национального статистического комитета Кыргызской Республики, численность населения села на начало 2023 года составляла 1147 человек.
| год     | 2009 | 2014 | 2015 | 2020 | 2021 | 2023 |
| ------- | ---- | ---- | ---- | ---- | ---- | ---- |
| человек | 777  | 907  | 916  | 1100 | 1105 | 1147 |